# Seliștat
Seliștat (deutsch Seligstadt, Siebenbürgisch-Sächsisch Selijescht, ungarisch Boldogváros, früher auch Szélistat) ist ein Ort im Kreis Brașov in der Region Siebenbürgen in Rumänien.

## Geographische Lage

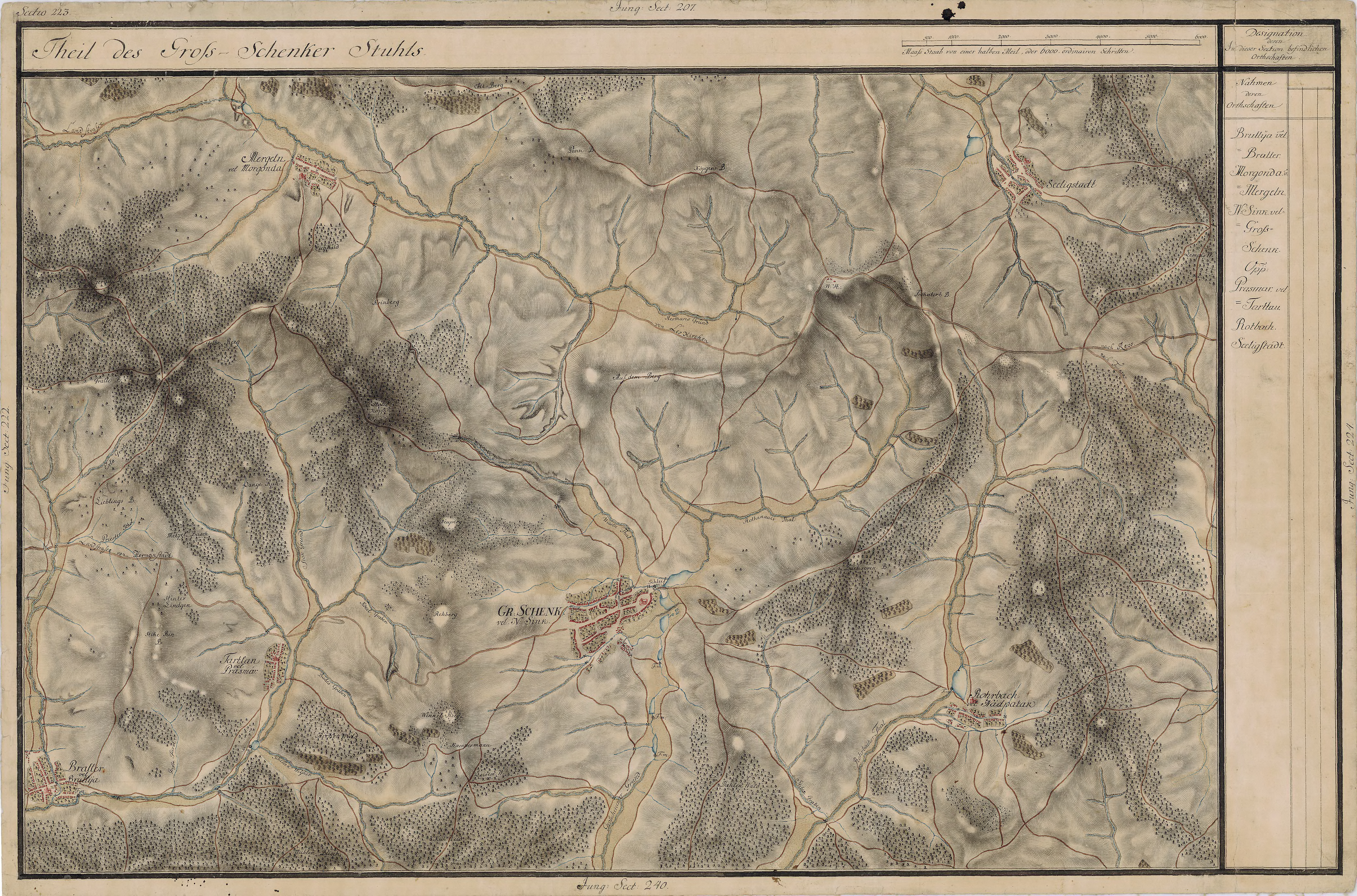
Seligstadt auf der Karte der Josephinischen Landesaufnahme, 1769 bis 1773

Seligstadt liegt im Harbach-Hochland, etwa 30 Kilometer nordwestlich der Stadt Fogarasch (Luftlinie 18 km). Das Dorf gehört zur Gemeinde Șoarș (Scharosch). Es liegt sehr abgelegen und ist nur über eine nichtasphaltierte Straße vom etwa 4 km entfernten Nachbarort Bekokten (rumänisch Bărcuț) erreichbar. Zum nordwestlichen Nachbardorf, dem im oberen Harbachtal gelegenen Hundertbücheln (Movile), gibt es Feldwege, die jedoch nur mit einem Geländewagen befahrbar sind. Südlich von Seligstadt Richtung Groß-Schenk liegt ein Truppenübungsplatz der rumänischen Armee (Poligon Cincu), der auch von NATO-Einheiten benutzt wird und für Zivilisten gesperrt ist. Laut Plänen der rumänischen Regierung soll in Zukunft die Autobahn A3 nahe bei Seligstadt vorbei gebaut werden und Fogarasch mit Schäßburg (Sighișoara) verbinden.

## Geschichte
Das Dorf gehört zu den ältesten von Siebenbürger Sachsen gegründeten Orten. Es wird als „villa militum“ im Jahr 1206 in einer Schenkungsurkunde des ungarischen Königs Andreas II., dem sogenannten Andreanum, erstmals urkundlich erwähnt und muss deshalb im späten 12. Jahrhundert bereits existiert haben. Der heutige Ortsname taucht in der Form „Selgestat“ erstmals 1355 in einer Urkunde auf. Die latinisierte Form „Locus Felix“ ist in einer Urkunde aus dem Jahr 1383 belegt. Der ungarische Ortsname Boldogváros ist eine Übersetzung des deutschen Namens aus dem 19. Jahrhundert und bedeutet ebenfalls selige/glückliche Stadt. Der rumänische Ortsname ist eine phonetische Übernahme.
Der älteste Teil der gotischen Kirchenburg Seligstadt stammt aus der ersten Hälfte des 14. Jahrhunderts und wurde im 15. Jahrhundert auf Grund der zunehmenden türkischen Überfälle auf Siebenbürgen mit einer Wehranlage befestigt. Im 16. Jahrhundert wurde diese Verteidigungsanlage weiter ausgebaut und ist im damaligen äußeren Erscheinungsbild bis heute fast unverändert erhalten. Der Innenraum der evangelischen Kirche wurde jedoch im 19. Jahrhundert neu gestaltet.
Seligstadt gehörte seit dem Mittelalter zum Schenker Stuhl und lag durch das Privileg von König Andreas II. auf Königsboden. Die hier siedelnden Sachsen waren also freie Bauern, die keinem adeligen Grundherren unterstanden, sondern direkt der ungarischen Krone. Als Gegenleistung mussten sie im Kriegsfall auf eigene Kosten ausgerüstete bewaffnete Männer stellen, um Siebenbürgen zu verteidigen. Anfangs katholisch traten die Sachsen von Seligstadt in der zweiten Hälfte des 16. Jahrhunderts zum Luthertum über. Die ehemalig dem Heiligen Nikolaus geweihte Kirche wurde dadurch zu einem evangelischen Gotteshaus. Aus dem Jahr 1500 ist bekannt, dass im Ort 34 Familien lebten und eine Mühle, sowie eine Schule existierten.
Die isolierte Lage bewahrte Seligstadt im Mittelalter und in der frühen Neuzeit weitgehend davor, Opfer von Krieg und Zerstörung zu werden. Später verhinderte diese Lage, abseits der Hauptverkehrswege, jedoch auch die wirtschaftliche Entwicklung und das Dorf blieb deshalb klein und ausschließlich landwirtschaftlich geprägt. Zu den Sachsen im Dorf gesellten sich nun auch neu zugezogene Rumänen. Bei einer landesweiten Erfassung der rumänischen Bevölkerung durch den Bischof der griechisch-katholischen Kirche Inocențiu Micu-Klein, wurden 1733 in Seligstadt zwölf rumänische Familien mit etwa 60 Personen gezählt. Diese hatten jedoch keine eigene Kirche und keinen eigenen Pfarrer.
Von der habsburgischen Verwaltung Siebenbürgens wurde 1850 erneut eine Volkszählung durchgeführt, bei der in Seligstadt 748 Einwohner gezählt wurden. Davon waren 443 Sachsen, 222 Rumänen, 76 Roma und ein Ungar. 447 Personen gehörten zur evangelischen Kirche und 298 zur rumänisch-orthodoxen. Nach dem Österreichisch-Ungarischen Ausgleich wurden die alten feudalen Verwaltungseinheiten abgeschafft und der Großschenker Stuhl aufgelöst. Seligstadt wurde 1876 dem Komitat Groß-Kokel zugeteilt. Nach dem Ersten Weltkrieg kam Siebenbürgen und damit auch Seligstadt an das Königreich Rumänien.
Die ethnische Zusammensetzung blieb bis zum Zweiten Weltkrieg annähernd gleich. 1941 wurde der höchste Einwohnerstand der Geschichte ermittelt mit 788 Personen, davon 406 Deutsche, 301 Rumänen und 78 Zigeuner. Danach begann die Auswanderung der Siebenbürger Sachsen nach Westdeutschland (siehe Freikauf von Rumäniendeutschen), während von den rumänischen Bewohnern viele das Dorf verließen, um in die Städte zu ziehen. Angetrieben wurde diese Entwicklung durch die von den Kommunisten durchgeführte Kollektivierung der Landwirtschaft, die bei vielen Bauern auf Ablehnung stieß. 1977 lebten nur mehr 381 Einwohner im Dorf, davon 236 Rumänen, 143 Deutsche und zwei Ungarn (Roma wurden bei dieser Volkszählung nicht separat erfasst). Nach der Revolution von 1989 wanderten fast alle verbliebenen Sachsen nach Deutschland aus. 2002 wurden nur noch 224 Einwohner gezählt, davon 133 Rumänen, drei Deutsche und 86 Roma.
Die durch die Auswanderung leerstehende deutsche Schule und das evangelische Pfarrhaus wurde in den letzten Jahren auf Initiative von Pfarrer Johannes Klein aus Fogarasch zu einem Jugendgästehaus umgebaut. Touristen und Jugendgruppen können dort bei Voranmeldung übernachten.

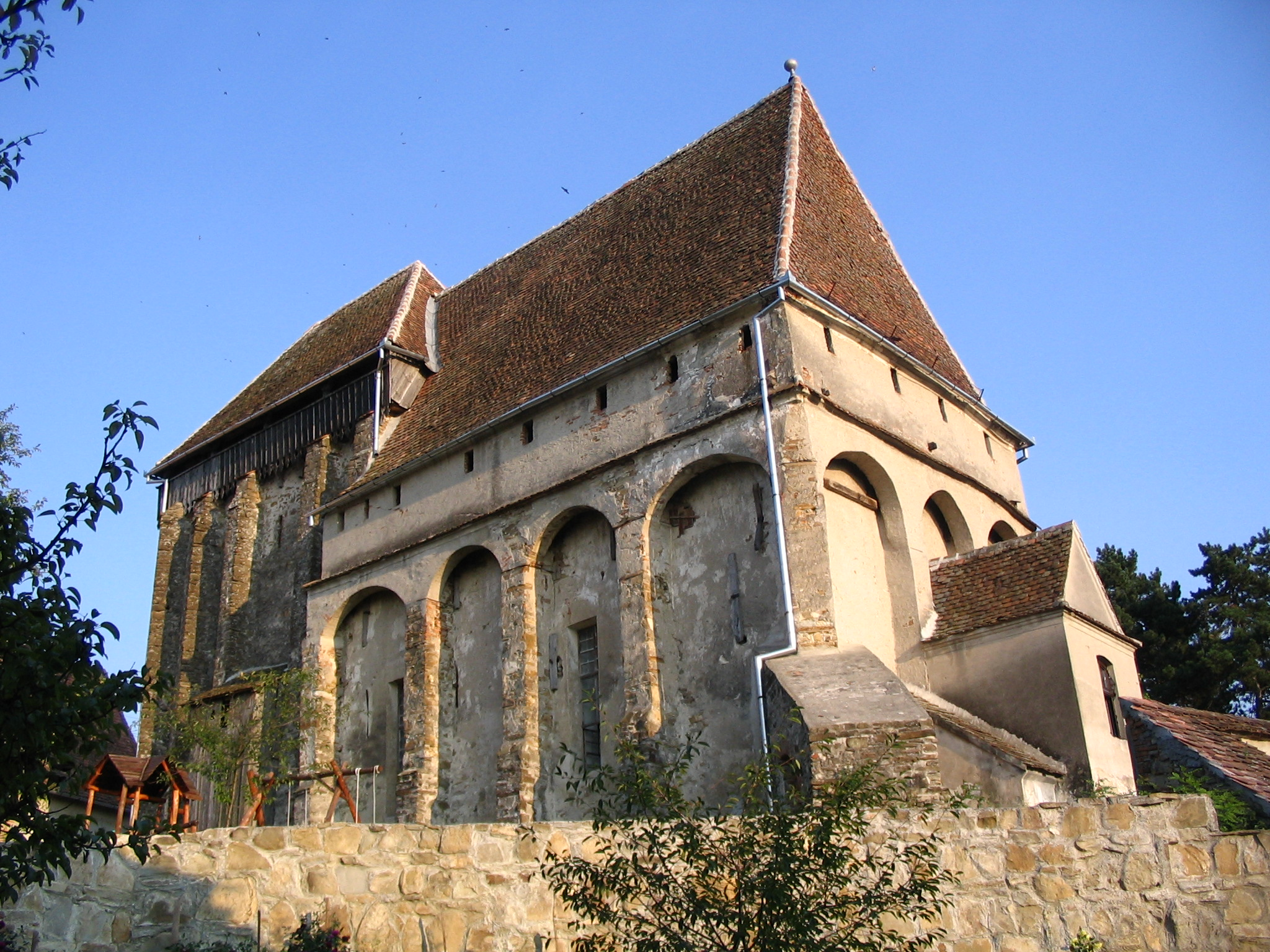
Die Kirchenburg von Seligstadt
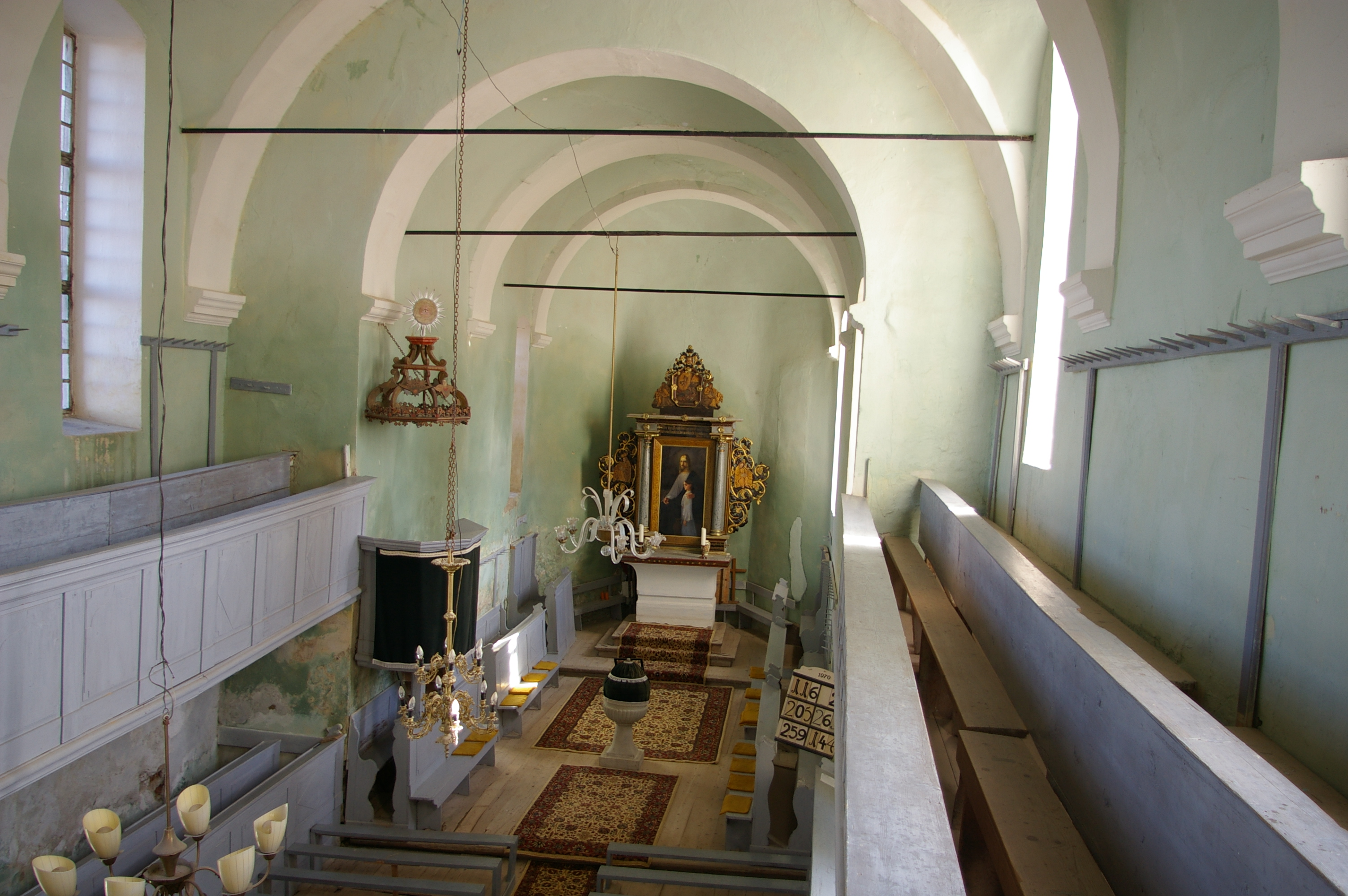
Innenraum der evangelischen Kirche
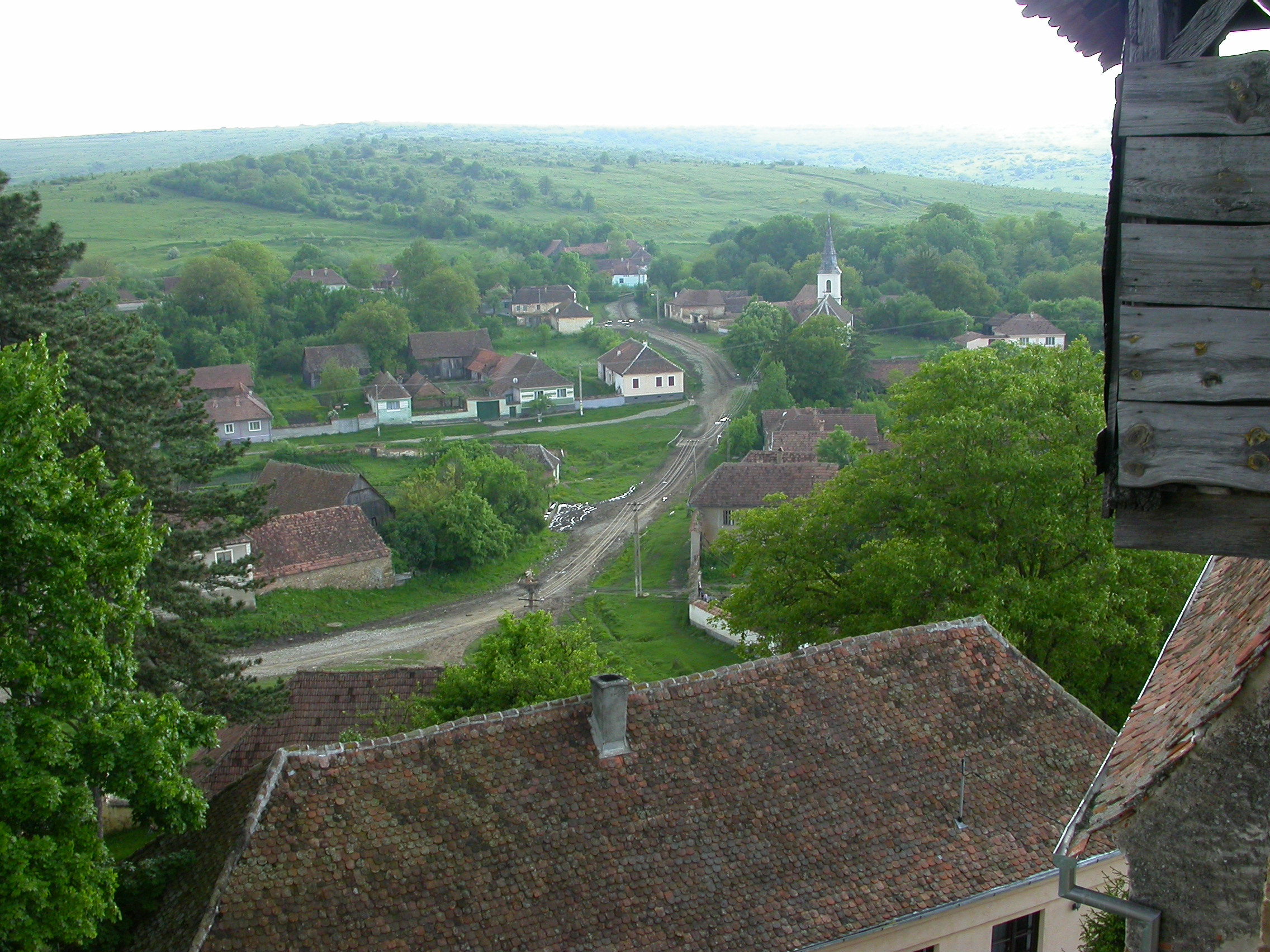
Blick vom Wehrturm auf das Dorf und die orthodoxe Kirche
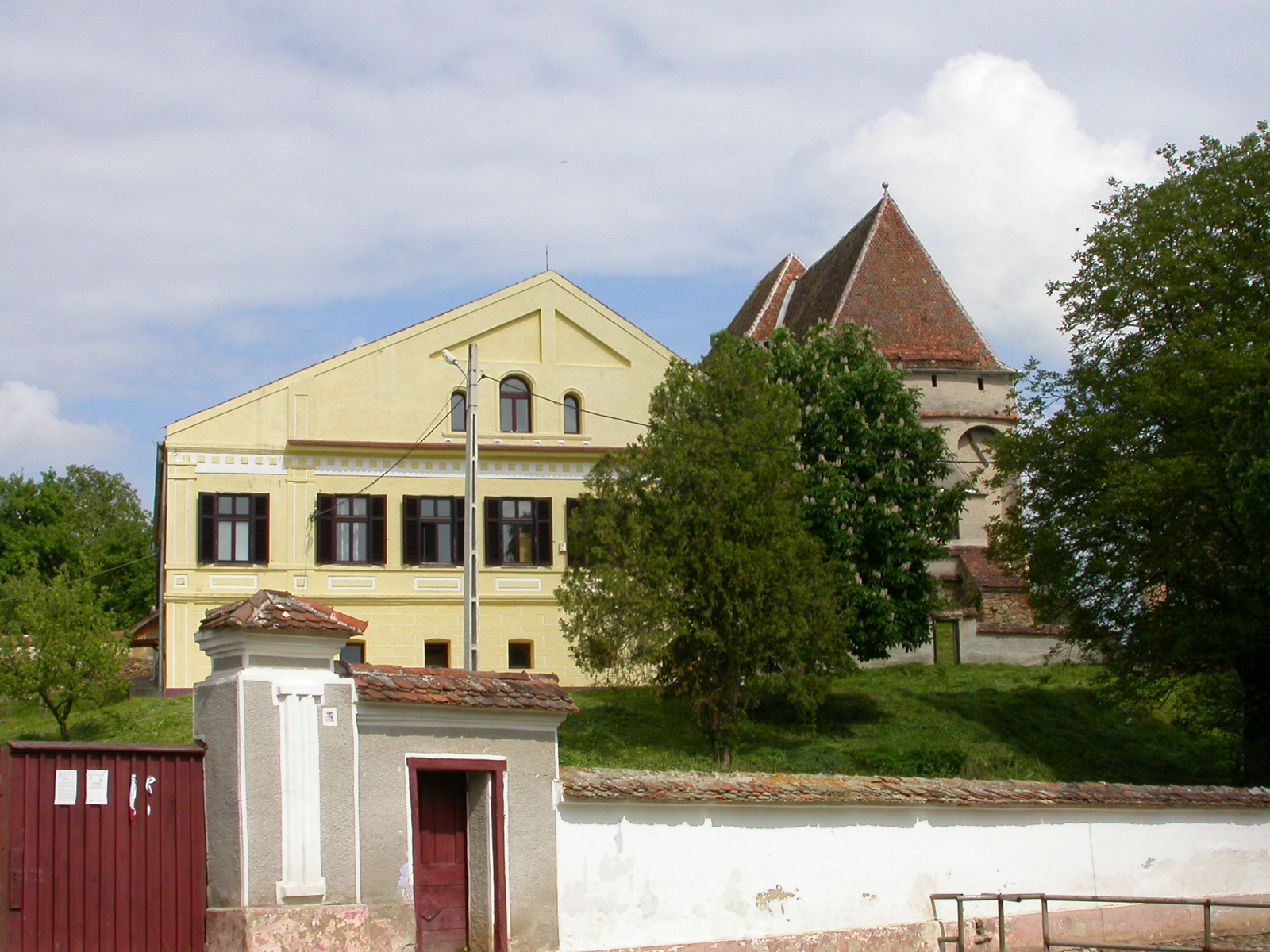
Jugendzentrum Seligstadt